# 阿爾瑙·特納斯
阿爾瑙·特納斯·烏雷尼亞（2001年5月30日—），西班牙足球運動員，現效力於法甲球會巴黎聖日耳門，司職守門員。

## 俱樂部生涯
特納斯2010年來到拉瑪西亞，參加了巴塞羅那各級青訓隊的比賽，在2019年完成了巴塞隆拿B隊的首秀。
巴塞羅那官方消息，俱樂部已經與U19青年A隊的隊長、門將特納斯續約至2023年，球員違約金達到了1億歐元。
2023年7月30日，特納斯與法甲俱樂部巴黎聖日耳門簽下三年合約。

## 國家隊生涯
特納斯跟隨西班牙U21國家隊首發參加了對陣立陶宛U21的比賽，零封對手幫助球隊8-0取勝。
西班牙足協官方宣佈，羅伯特·桑切斯因個人原因離開國家隊，將由巴塞羅那門將阿爾瑙·特納斯遞補，這將是巴塞羅那第一次有守門員被國家隊一線隊徵召。

## 荣誉
巴黎圣日耳曼
- 法甲冠军: 2023–24、2024–25
- 法国杯冠军: 2024–25
- 欧洲冠军联赛冠軍：2024-25

## 外部連結
- 阿爾瑙·特納斯在BDFutbol中的档案
- Soccerway資料庫：阿爾瑙·特納斯
- FC Barcelona profile[]